# Gerrit Besselaar
Gerrit Besselaar (Rotterdam, 12 juni 1874 – Den Haag, 15 of 16 januari 1947) was vanaf 1910 hoogleraar Nederlands aan het Natalse Universiteitskollege in Pietermaritzburg en vanaf 1933 hoogleraar Afrikaanse letterkunde en geschiedenis aan de Universiteit van Amsterdam. Hij is schrijver van een Zuid-Afrikaanse literatuurgeschiedenis.

## Leven en werk
Gerrit Besselaar werd geboren op 12 juni 1874 in Rotterdam, als zoon van Mattheus Johannes Cornelis Besselaar en Cornelia Maria de Koster. Zijn moeder overleed op 43-jarige leeftijd, kort voor Gerrits negende verjaardag.
Toen hij 29 was, ging hij naar Zuid-Afrika en op 3 oktober 1903 kwam hij vanuit Nederland in Kaapstad aan, vanwaar hij naar Bloemfontein ging voor een betrekking aan het Grey-kollege. Daarna was hij een tijd lector aan het Transvaalse Universiteitskollege. 
Op 33-jarige leeftijd trouwde hij op 27 juni 1907  te Amsterdam met de 24-jarige Johanna Ingwersen.
In 1909 was hij een van de oprichters van de Suid-Afrikaanse Akademie vir Wetenskap en Kuns. In 1910 werd hij hoogleraar Nederlands aan het Natalse Universiteitskollege in Pietermaritzburg, een positie die hij tot 1932 bekleedde. Hier was hij ook secretaris van de Saamwerkunie van Natalse Kultuurvereniginge, die in 1917 werd gesticht onder voorzitterschap van Ernest George Jansen, de latere gouverneur-generaal van de Unie van Zuid-Afrika.
Besselaar promoveerde in 1914 aan de Universiteit van Gent op het proefschrift Zuid-Afrika in de letterkunde, waarin hij de hele literatuur van en over Zuid-Afrika sedert de zeventiende eeuw ontleedde.
Om gezondheidsredenen keerde Besselaar in 1932 terug naar Europa. Hij bracht een tijd in Berlijn door om Duitse zendelingen het Afrikaans te leren. In 1933 werd hij benoemd in de bijzondere Leerstoel Zuid-Afrikaanse Taal- en Letterkunde, die in dat jaar werd ingesteld aan de Universiteit van Amsterdam. Op 9 oktober 1933 hield hij zijn inaugurele rede onder de titel "Afrikaanse taal- en letterkunde universitair studievak te Amsterdam". In 1938 was hij ziekelijk en werd hij in deze positie opgevolgd door Elizabeth Conradie. Na een reis in 1935 door Zuid-Afrika had hij zich aan het Fazantplein in Den Haag gevestigd, enkele honderden meters van de zee.
Samen met zijn echtgenote ondernam hij in 1939 een reis per boot om familie van haar te bezoeken in Vancouver, Canada, alwaar zij in september arriveerden. Vanwege het uitbreken van de Tweede Wereldoorlog bleven ze gedurende die oorlog in Vancouver waar vanuit ze reizen maakten door Canada en de Verenigde Staten.
Ze sloten zich aan bij de gemeenschap in Vancouver en Besselaar werd aldaar zelfs verkozen tot ouderling. Begin 1944 kreeg mevrouw Besselaar-Ingwersen onderweg naar de kerk een beroerte waardoor zij deels verlamd raakte en ze bijna niet meer kon praten. Ze had daarna voltijdse verpleging nodig. Midden 1946 konden ze weer terugkeren naar Nederland. Wegens oorlogsschade was hun huis nog niet geschikt om erin te trekken en ze verbleven tijdelijk in Beekbergen, waar een zuster van mevrouw Besselaar kon helpen met de verpleging. Eind 1946 verhuisden ze terug naar Den Haag.
Gerrit Besselaar overleed op 15 of 16 januari 1947. Hij werd 72 jaar en is op 20 januari begraven. Zijn vrouw Johanna Ingwersen werd 75 jaar en overleed op 19 juli 1958 te Apeldoorn. Beiden werden begraven op de Haagse begraafplaats Oud Eik en Duinen.

## Nalatenschap
Besselaars gepubliceerde proefschrift, Zuid-Afrika in de letterkunde, kan beschouwd worden als de eerste Zuid-Afrikaanse literatuurgeschiedenis en tot dusver de enige die de ambitieuze doelstelling had om de totale letterkunde over en van Zuid-Afrika, over taal- en rassengrenzen heen, te bespreken. In Sestig jaar belewenis van Dietse kultuur geeft hij persoonlijke herinneringen aan de geschiedenis en cultuur van vooral de Afrikaners in Natal.

## Publicaties
| Jaar    | Publicaties                                                         | Gepubliceerd door/in                                           |
| ------- | ------------------------------------------------------------------- | -------------------------------------------------------------- |
| 1914    | Zuid-Afrika in de letterkunde                                       |                                                                |
| 1931    | Hollands in Natal                                                   | De Gids. Jaargang 95                                           |
| 1933    | Afrikaanse taal- en letterkunde universitair studievak te Amsterdam | Rede                                                           |
| 1934    | Dr Nicolaas Mansvelt Wassenaar 30/7 1852 - Haarlem 6/2 1933         | Jaarboek van de Maatschappij der Nederlandse Letterkunde, 1934 |
| 1936/37 | Afrikaanse letterkunde                                              | Opwaartsche wegen. Jaargang 14                                 |
| 1937/   | Prof. Dr. G. Besselaar Zuid-Afrikaansche kroniek                    | Opwaartsche wegen. Jaargang 15                                 |
| 1941    | Sestig jaar belewenis van Dietse kultuur                            |                                                                |